# 孟昭月
孟昭月（1887年—1943年）字子明，山东寿张北孟村人，中華民国军事将领。為孫傳芳麾下的核心嫡系將領之一，孫傳芳兵敗失勢後離開軍界，中國抗日戰爭期間病逝。

## 生平
孟昭月為家中長子，幼年丧父，家境贫寒，以卖豆腐为生。24岁时，孟昭月从军。辛亥革命时，孟昭月任工兵营长。中華民國成立後調入近畿陸軍第二師工兵第二營營長，後調任陸軍第二師第四旅第七團團長。
民國十年（1921）5月26日，孟昭月升任陸軍第二師第三旅旅長，但不久後就遭到撤換。在隔年（1922）5月7日，再度就任該旅旅長一職；在此職務任命後，1922年（民国11年）8月，获授陸軍少将加中将衔。
民國十二年（1923）7月10日，轉任五省聯軍陸軍第十混成旅旅長兼該旅第一團團長。
1924年（民国13年）6月10日，获将军府敦威将軍。同年，被任命为金華、衢州、严州鎮守使。同年12月，改任浙江寧台鎮守使。他还被任命为浙江省城守備司令。1925年（民国13年），被任命为浙江省城衛戌司令兼五省聯軍陸軍第8師師長。
1926年（民国15年）12月，由於孫傳芳在江西省與北伐軍一系列會戰中告敗，退守安徽與浙江的孫傳芳重整麾下部隊，孟昭月被孫傳芳任命为五省聯軍第3方面軍司令兼浙江（浙軍）总司令代理。並率領第三方面軍自杭州市南下與北伐軍進行多場對戰，期間雖成功擊敗浙江軍閥投靠的北伐軍，但在1927年2月初的作戰中，遭到國民革命軍東路軍擊敗。
孫传芳被北伐军击敗后，孟昭月北避居天津英租界。1938年日军占领华北后，汪精卫政权曾请孟昭月赴山东任职，遭孟昭月拒绝。1943年於天津病逝。